# Rubus friesii
Rubus friesii är en rosväxtart som beskrevs av Jensen., K. Frider. och Gelert. Rubus friesii ingår i släktet rubusar, och familjen rosväxter. Inga underarter finns listade i Catalogue of Life.